# Radoslav Večerka
Radoslav Večerka (ur. 18 kwietnia 1928 w Brnie, zm. 15 grudnia 2017 tamże) – czeski językoznawca, wykładowca akademicki, publicysta i literaturoznawca.

## Życiorys
Studia z bohemistyki, rusycystyki i komparatystyki słowiańskiej ukończył na Wydziale Filozoficznym Uniwersytetu Masaryka w Brnie. W okresie od 1950 do 1952 był zatrudniony jako asystent. Po ukończeniu studiów kontynuował działalność na wydziale (w latach 1952–1955 był aspirantem naukowym; w latach 1955–1964 – adiunktem; w latach 1964–1990 – docentem; w 1990 r. objął stanowisko profesora językoznawstwa słowiańskiego i literaturoznawstwa). W 1952 r. został doktorem filozofii (PhDr.). W 1957 r. uzyskał stopień kandydata nauk filologicznych (CSc.), a w 1988 r. stopień doktora nauk filologicznych (DrSc.).
W latach 1967–1968 pełnił funkcję prodziekana na Wydziale Filozoficznym Uniwersytetu Jana Ewangelisty Purkyniego w Brnie, w latach 1990–1991 był kierownikiem Katedry Języka Czeskiego na Wydziale Filozoficznym Uniwersytetu Masaryka, w latach 1990–1997 należał do rady naukowej wydziału. Jako profesor wizytujący wykładał na uczelniach w Erlangen, Münsterze, Ratyzbonie, Heidelbergu, Fryburgu Bryzgowijskim (Niemcy), a także w Sofii, Wielkim Tyrnowie, Budapeszcie, Segedynie (Węgry) i w Wiedniu.

## Działalność badawcza
W swojej działalności naukowej koncentrował się na paleoslawistyce (ze szczególnym uwzględnieniem składni i leksykografii). Zajmował się także problematyką języka staro-cerkiewno-słowiańskiego w szerokim kontekście kulturowo-historycznym i literackim. Jest autorem wpływowych prac w dziedzinie komparatystyki słowiańskiej i etymologii.
Autor bądź współautor szeregu książek oraz licznych artykułów naukowych, recenzji, nekrologów, tekstów dydaktycznych i materiałów jubileuszowych, publikowanych w Czechach i za granicą. Od 1982 r. uczestniczył w tworzeniu Slovníku jazyka staroslověnského = Lexicon linguae paleoslovenicae, a od 1990 r. brał udział w pracach nad słownikiem Etymologický slovník jazyka staroslověnského.

## Oznaczenia
- 1995 – Nagroda Badawcza (Forschungspreisträger) Fundacji Humboldta
- 1999 – Doktor honoris causa Uniwersytetu Albrechta i Ludwika we Fryburgu
- 2001 – Doktor honoris causa Uniwersytetu Sofijskiego
- 2003 – Nagroda miasta Brna w dziedzinie nauk społecznych
- 2004 – Złoty Medal Uniwersytetu Masaryka w Brnie[1]